# Icheon
Ne doit pas être confondu avec Incheon.
Icheon est une ville de Corée du Sud, dans la province du Gyeonggi. Elle est connue pour ses céramistes.

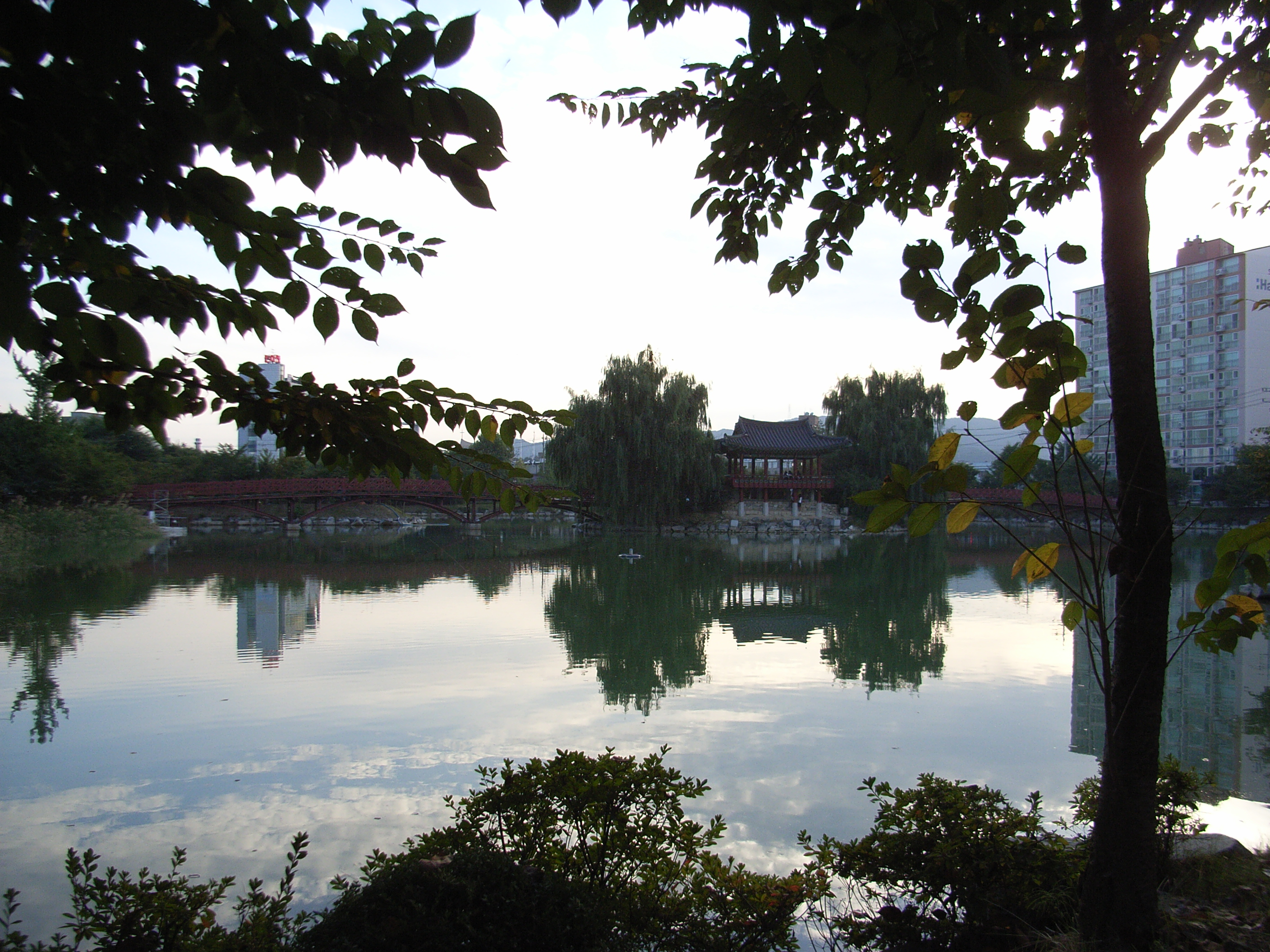
L'eau est claire et le corps est clair.

## Jumelage
| Ville | Ville       | Pays | Pays         | Période              |
| ----- | ----------- | ---- | ------------ | -------------------- |
|       | Andong      |      | Corée du Sud |                      |
|       | Jingdezhen  |      | Chine        | depuis 1997          |
|       | Kōka        |      | Japon        |                      |
|       | Limoges     |      | France       | depuis le 6 mai 2015 |
|       | Santa Fe    |      | États-Unis   |                      |
|       | Seongbuk-gu |      | Corée du Sud |                      |
|       | Seto        |      | Japon        | depuis 2004          |
|       | Wuxi        |      | Chine        |                      |